# Tuffi dalle grandi altezze ai campionati europei di nuoto 2022
Le gare di tuffi dalle grandi altezze ai campionati europei di nuoto 2022 si sono svolte dal 18 al 20 agosto 2022.

## Calendario
| Giorno | 18 agosto | 19 agosto | 20 agosto |
| ------ | --------- | --------- | --------- |
| Uomini | 1 Tuffo   | 1 Tuffo   | 2 Tuffi   |
| Donne  | 2 Tuffi   | 2 Tuffi   | -         |

## Podi
| Evento            | Oro                 | Punteggio | Argento              | Punteggio | Bronzo             | Punteggio |
| Uomini (dettagli) | Constantin Popovici | 455.70    | Cătălin-Petru Preda  | 436.20    | Alessandro De Rose | 416.45    |
| Donne (dettagli)  | Iris Schmidbauer    | 309.30    | Antonina Vyshyvanova | 295.40    | Elisa Cosetti      | 284.30    |

## Medagliere
Nazione ospitante 
| Posiz. | Nazione  | Oro | Argento | Bronzo | Totale |
| ------ | -------- | --- | ------- | ------ | ------ |
| 1      | Romania  | 1   | 1       | 0      | 2      |
| 2      | Germania | 1   | 0       | 0      | 1      |
| 3      | Ucraina  | 0   | 1       | 0      | 1      |
| 4      | Italia   | 0   | 0       | 2      | 2      |
| Totale | Totale   | 2   | 2       | 2      | 6      |